# Col·legi Claret de Sabadell
El Col·legi Claret de Sabadell, antigament anomenat Cor de Maria, és un col·legi concertat pel Departament d'Ensenyament de la Generalitat de Catalunya situat al barri del Centre de Sabadell (Barcelona). És un dels Col·legis Claret fundats per l'orde dels Fills de l'Immaculat Cor de Maria, creada l'any 1849 per sant Antoni Maria Claret i Clarà. El centre imparteix l'ensenyament en les etapes de Llar d'infants, Educació Infantil, Primària i Secundària. També ofereix servei de menjador, transport escolar, acollida matinal i de tarda, activitats extraescolars i casal d'estiu, entre d'altres.

## Història
L'any 1899 els claretians arriben a la ciutat de Sabadell. Com a fet important, aquell mateix any l'actual Església de l'Immaculat Cor de Maria passa a formar part del col·legi.
L'escola estava situada inicialment situada al carrer de la Creueta i posteriorment es va traslladar a l'actual edifici del carrer de Sallarès i Pla i del carrer del Jardí. L'edifici primitiu del carrer del Jardí és l'antic Despatx Sallarès, fàbrica tèxtil dels Sallarès; de fet unes majòliques a la façana encara ho recorden: «Sucesor de D. y C. Sallarés. Casa fundada en 1838» (Dolors Sallarès era la mare de Joan Oliver, Pere Quart). El nom del carrer ve del jardí de la casa familiar de Pere Oliver, avi de l'escriptor Joan Oliver i constructor del Casal Pere Quart. L'immens jardí dels Oliver ocupava l'espai interior de la gran illa que formaven la Rambla, el carrer de Lacy, el de Sallarès i Pla –aleshores, Argüelles– i el del Jardí
A l'inici el col·legi era exclusiu per als nois, però més tard les noies també hi van poder accedir. Durant la dècada passada també s'hi va construir el nou edifici que acull, entre d'altres, la llar d'infants, la nova biblioteca i la nova secretaria.
L'any 2007 els claretians es van acomiadar de la ciutat de Sabadell i el col·legi continuà la seva activitat.